# 利伯 (印第安納州)
利伯（英語：Liber）是位於美國印地安納州傑伊縣的一個非建制地區。該地的面積和人口皆未知。